# محمد صقر
محمد صقر أحمد (مواليد 17 مايو 1981) هو لاعب كرة قدم قطري يلعب مع السد كحارس مرمى. مثّل منتخب قطر لكرة القدم.

## الإنجازات

### النادي

#### السد
كأس العالم للأندية لكرة القدم
- المركز الثالث: 2011

دوري أبطال آسيا
- الفائز: 2011

كأس نجوم قطر
- الفائز: 2010–11

كأس السوبر القطري
- الفائز: 2007

كأس ولي عهد قطر
- الفائز: 2006، 2007، 2008

كأس أمير قطر
- الفائز: 2005، 2007

دوري نجوم قطر
- الفائز: 2003–04، 2005–06، 2006–07

## روابط خارجية
- محمد صقر على موقع الاتحاد الدولي (مؤرشف)  (الإنجليزية)
- محمد صقر على موقع قاعدة بيانات كرة القدم.إي يو (الإنجليزية)
- محمد صقر على موقع ناشيونال فوتبول تيمز (الإنجليزية)
- محمد صقر على موقع عالم كرة القدم.نت (الإنجليزية)